# Édouard Fournier
Édouard Fournier, född den 15 juni 1819 i Orléans, död den 10 maj 1880 i Paris, var en fransk skriftställare.
Fournier, som från 1872 var bibliotekarie vid inrikesministeriet, skrev skådespel (bland annat Gutenberg, 1868) samt ett stort antal verk inom olika områden av historien, som La musique chez le peuple ou l'opera national, son passé et son avenir (1847), L'art lyrique au théâtre (1810), Histoire des hotelleries et des cabarets (1851–1854, tillsammans med Francisque Michel), Paris démoli, mosaique de ruines (1853), L'esprit des autres (1855; 4:e upplagan 1861), L'esprit dans l'histoire, recherches et curiosités sur les mots historiques (1857) och Histoire du Pont Neuf (1861).